# تدفئة شمسية مركزية

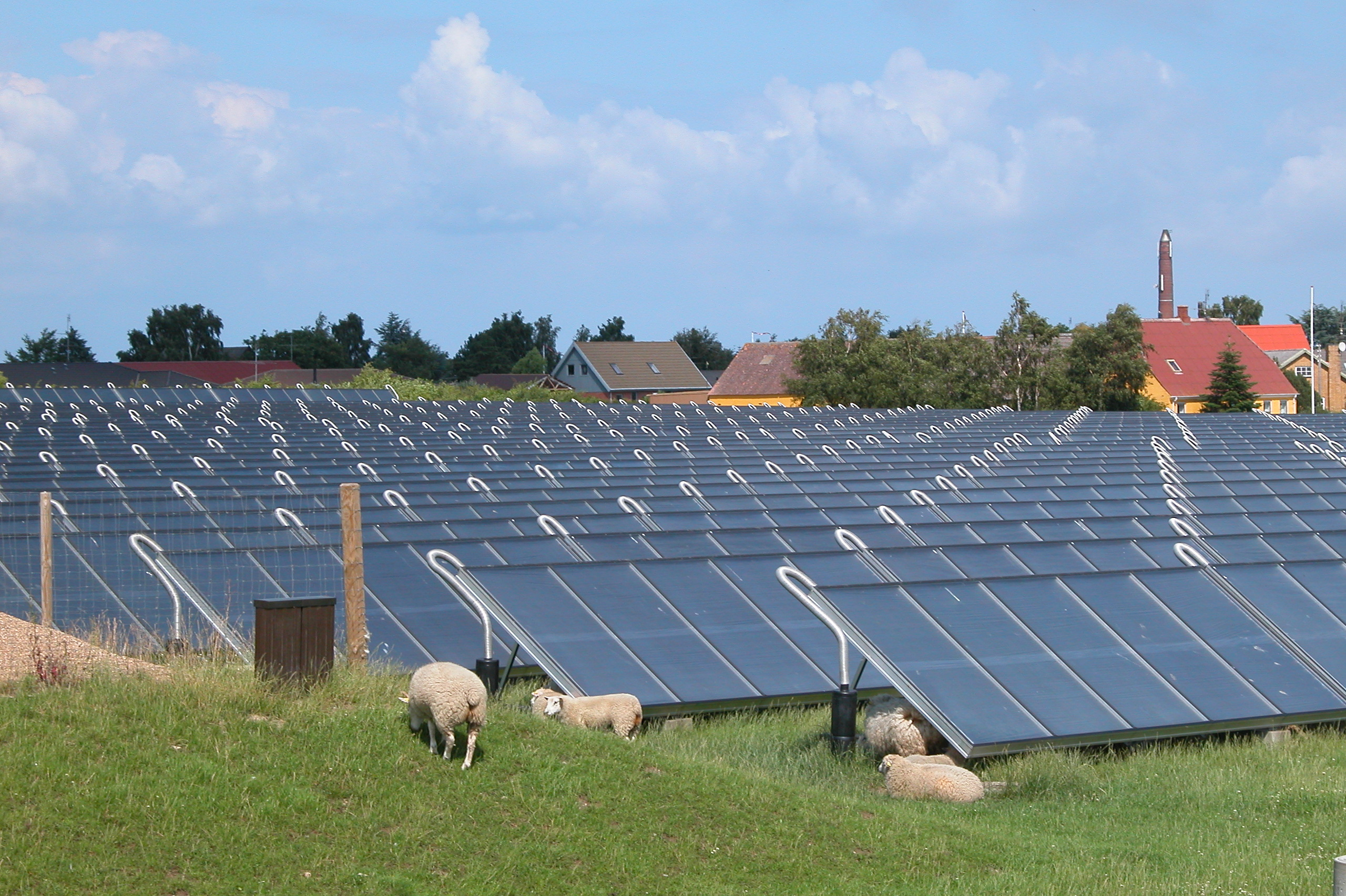
تدفئة شمسية مركزية وتبلغ مساحتها 18365 متر مربع

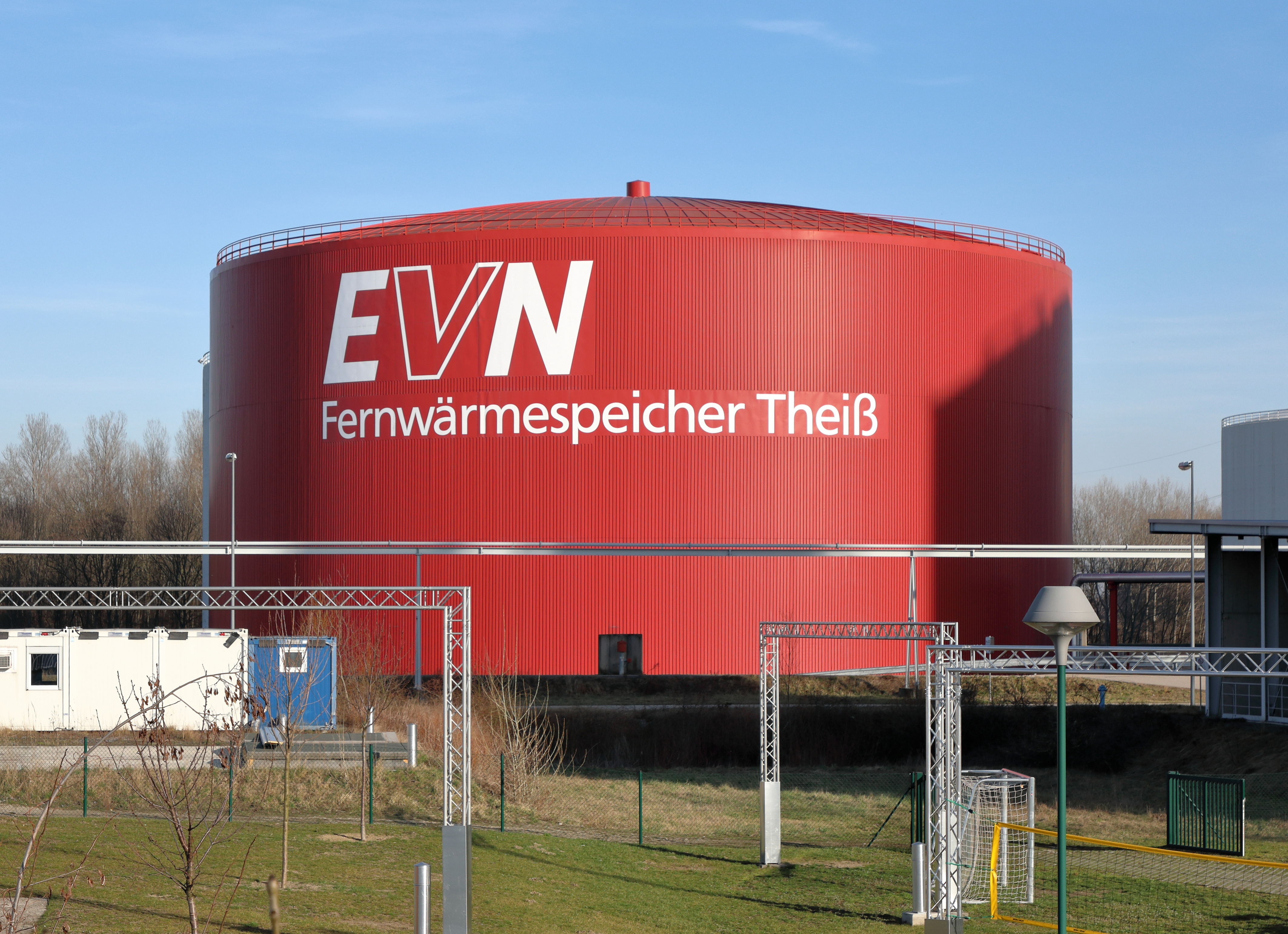
خزان لتراكم التدفئة

التسخين الشمسي المركزي أو تدفئة الشمس المركزية هو توفير التدفئة المركزية والماء الساخن من الطاقة الشمسية بواسطة نظام يتم فيه تسخين المياه مركزيا عن طريق صفيف مجمعات الطاقة الشمسية الحرارية ويتم توزيعها من خلال شبكات أنابيب التدفئة المركزية.

## نبذة
تم تجميع مجمعات الطاقة الشمسية عادة على أسطح المباني اما بالنسبة لأنظمة التدفئة في المناطق قد يتم تركيب المجمعات على الأرض.
يمكن أن تتضمن التدفئة الشمسية المركزية تخزين حراري واسع النطاق والتحجيم من التخزين النهاري إلى تخزين الطاقة الحرارية الموسمية. يزيد التخزين الحراري من الكسر الشمسي وهي النسبة بين كسب الطاقة الشمسية إلى إجمالي الطلب على الطاقة في النظام للأنظمة الحرارية الشمسية.
من الناحية المثالية يتمثل الهدف من تطبيق التخزين الموسمي في تخزين الطاقة الشمسية التي يتم جمعها في وقت الصيف وحتى شهر الشتاء.

## المزايا
تتمتع أنظمة التدفئة الشمسية المركزية بنسب أفضل من حيث السعر بسبب انخفاض سعر التركيب والكفاءة الحرارية العالية وأقل صيانة.
في بعض البلدان مثل الدنمارك تعمل محطات تسخين المناطق الشمسية على نطاق واسع على التنافس مع أشكال أخرى من توليد الحرارة.
يمكن أيضا استخدام أنظمة الطاقة الشمسية المركزية لتبريد الطاقة الشمسية في تبريد المناطق ففي هذه الحالة تكون الكفاءة الكلية عالية بسبب الارتباط الكبير بين الطلب على الطاقة والإشعاع الشمسي.